# 藤井啓輔
藤井 啓輔（ふじい けいすけ、1975年11月27日 - ）は、日本の男性声優。富山県出身。ケンユウオフィス所属。

## 来歴
オフィス薫付属声優養成所卒業（第5期）。以前はぷろだくしょん★A組、オフィス薫に所属していた。2012年8月よりケンユウオフィス所属。

## 人物
音域はバリトン。
特技は車両誘導。趣味はビリヤード。

## 出演
太字はメインキャラクター。

### テレビアニメ
2003年
- DEAR BOYS（陸上部員）

2004年
- サムライチャンプルー（手下）
- 妄想代理人（男）

2005年
- AIR（追手）
- 巌窟王（レポーター）

2006年
- オーバン・スターレーサーズ（スタン）
- おとぎ銃士 赤ずきん（村人）
- 学園ヘヴン BOY'S LOVE HYPER!（刺客3）
- Kanon（第2作）（観客）
- 内閣権力犯罪強制取締官 財前丈太郎（高辻征太郎）
- NANA（佐藤公一）
- 西の善き魔女 Astraea Testament（兵士C）
- まじめにふまじめ かいけつゾロリ（運転手）

2007年
- アイドルマスター XENOGLOSSIA（幹部A）
- 風のスティグマ（地術士）
- 結界師（轟）
- 瀬戸の花嫁（アジ太郎）

2008年
- CLANNAD -クラナド-（ラグビー部員、不良） - 2シリーズ
- シゴフミ（警官）
- ストライクウィッチーズ（研究者）
- S・A〜スペシャル・エー〜（中村）
- スレイヤーズREVOLUTION（ポーター）
- 隠の王（警備員）
- 我が家のお稲荷さま。（大塚、泥目、男性ナレーション、店員、男子生徒、係員、武者小路〈作家〉、狼人間）

2009年
- 東京マグニチュード8.0（ハイパーレスキュー隊）

2010年
- 裏切りは僕の名前を知っている（デュラス、バュー）

2011年
- NARUTO -ナルト- 疾風伝（猿飛ヒルゼン〈幼少時代〉）
- べるぜバブ（美破、不良N）

2014年
- 信長協奏曲
- Re:␣ ハマトラ（桜井）

2016年
- ラクエンロジック（剣廉太郎）

2018年
- ラーメン大好き小泉さん（店員C）
- 多田くんは恋をしない（来賓者、侍、家族、イベント係員）
- ダンベル何キロ持てる?（観光客）

2022年
- 終末のハーレム（仲間A）
- 黒の召喚士（混成魔獣団副官）
- デリシャスパーティ♡プリキュア（2022年 - 2023年、菓彩しゅういち）

2023年
- 君のことが大大大大大好きな100人の彼女（髭）

2024年
- 転生貴族、鑑定スキルで成り上がる（領主C）
- ポケットモンスター（2024年 - 2025年、クレイブ）

2025年
- 凍牌〜裏レート麻雀闘牌録〜（前川プロ）

### 劇場アニメ
- キノの旅 -the Beautiful World- 病気の国 -For You-（2007年、衛兵A）
- 劇場版 NARUTO -ナルト- 疾風伝（2007年、国境警備兵）
- ジュノー（2010年、救援要員[4]）

### OVA
- ベネッセ「こどもちゃれんじ」
- 瀬戸の花嫁OVA（2008年 - 2009年、アジ太郎、零組生徒）
- 瀬戸の花嫁 否苦炒亜怒羅魔 極道の妻 KEJIME （2010年、アジ太郎）
- 立山砂防・土砂との闘い〜世界に誇る防災遺産〜（2017年）

### ゲーム
2007年
- 召喚少女 〜ElementalGirl Calling〜（リンクス）

2008年
- 神代學園幻光録 クル・ヌ・ギ・ア（九藤、ノイン・シュルツ）

2010年
- CLOCK ZERO 〜終焉の一秒〜（長）

2011年
- CLOCK ZERO 〜終焉の一秒〜 Portable（長）

2012年
- ストリートファイター X 鉄拳（マーシャル・ロウ）

2013年
- バトルフィールド4（パック）

2014年
- 第3次スーパーロボット大戦Z 時獄篇

2015年
- CLOCK ZERO 〜終焉の一秒〜 ExTime（長、芳宗）
- レインボーシックス シージ（マーヴェリック）

2016年
- グランブルーファンタジー（2016年 - 2022年、アウギュステ区長、ラズウェル）
- 三國志13（孫権）

2019年
- エターナル（リーフェン）
- スターリンク バトル・フォー・アトラス （リード・アーバーウッド）

2020年
- ファイナルファンタジーVII リメイク

2022年
- タクティクスオウガ リボーン（デボルド・オブデロード）

2024年
- Poppy Playtime Chapter3
- 百英雄伝 (クラーク）
- スター・ウォーズ 無法者たち（スリロ・バーシャ）
- カイジ外伝：激熱の街（光山）
- コール オブ デューティ ブラックオプス 6（ガブリエル・アルマート）

2025年
- クイズRPG 魔法使いと黒猫のウィズ（アンセスター）

### ドラマCD
- アニコイ〜ANIme mitaina KOI shitai!〜（不良）
- かみさまのいうとおり!（網田）

### 吹き替え

#### 映画
- アイ・アム・レジェンド（MP）※テレビ朝日版
- アイ・ケイム・バイ
- アナコンダ3
- アレキサンダー（カッサンドロス〈ジョナサン・リース＝マイヤーズ〉）
- イエスマン “YES”は人生のパスワード（ピーター〈ブラッドリー・クーパー〉）
- インビンシブル（上官）
- インペリアル・ドリーム（英語版）（バンビ〈ジョン・ボイエガ〉）
- ウォール・ストリート
- エアベンダー
- 大いなる陰謀
- グッド・シリアルキラー（エヴァン・コール〈ショーン・ウィリアム・スコット〉）
- クラッシュ・トレイン（ブライアン・ゴートン）
- ケース39（ダグラス・J・エームズ〈ブラッドリー・クーパー〉）
- 恋するベーカリー
- 最強ロマンス（英語版）（カン・ジェヒョク〈イ・ドンウク〉）
- 幸せのレシピ
- 6AM（サイダウ）
- スパイダーマン:ファー・フロム・ホーム（グートマン〈ニコラス・グリーヴス〉[10]）
- スポッツウッド・クラブ（キム）
- ゾンビの中心で、愛を叫ぶ（ジョン〈エド・スペリーアス〉）
- ダーク・ウォーター（スティーヴ〈マット・レムチ〉）
- ツタン・カーメンの秘宝 失われた王宮/太陽の王子
- デスリング（ジェフ）
- トランスポーター3 アンリミテッド
- トロイ
- トワイライト 特別篇（ポール）※日本テレビ版
- ナバロンの要塞（スピロ・パパディモス一等兵〈ジェームズ・ダーレン〉）
- NAKED -ネイキッド-（ドワイト）
- ネバー・サレンダー 肉弾凶器
- 罰ゲーム（リフ）
- BATSII 蝙蝠地獄（英語版）（ルッソ）
- バビロンA.D.
- ハマーアウト（イース）
- パリより愛をこめて（ジェームズ・リース〈ジョナサン・リース＝マイヤーズ〉）
- 人質奪還 アラブテロVSアメリカ特殊部隊（ワイアット）
- ファイナルカット
- ファイブ・ウォリアーズ（タウ〈ブヨ・ダブラ〉）
- フェイク シティ2（英語版）（ダン〈ショーン・ハトシー〉）
- フランドル（ルクレール）
- ボビーZ（ボビー・ザカライアス〈ジェイソン・ルイス〉）
- マッスルモンク
- ミッション:インポッシブル3（リック〈アーロン・ポール〉）※フジテレビ版
- MAY -メイ-（ブランク〈ジェームズ・デュヴァル〉）
- モンスーン・ウェディング
- レジェンド・オブ・アロー ※ソフト版
- ローグ アサシン（ゴイ捜査官〈サン・カン〉）
- ロード・オブ・ザ・リング/王の帰還（グリムボルド〈ブルース・フィリップス〉）
- ワンダーウーマン 1984（ハンサム男〈クリストファー・ポラーハ〉）

#### ドラマ
- アウトバーン・コップ（ヤン・リヒター〈クリスチャン・オリヴァー〉）※ファインフィルムズ版
- あすなろ白書（松岡純一郎）
- アンダー・ザ・ドーム
- アンドロメダ
- ER XIV 緊急救命室（クレイグ〈アンソニー・スターク〉）
- ウェディング（ジョンミン）
- エレメンタリー ホームズ&ワトソン in NY
- ギルモア・ガールズ（バインズ、ジェイソン）
- コールドケース6（1960年のディーン・ロンドン、1963年のモンコーマック）
- コールドケース7 ザ・ファイナル（フィル）
- CSI:ニューヨーク8
- 宿敵 因縁のハットフィールド&マッコイ（英語版）
- 水滸伝 All Men Are Brothers（林冲〈胡東“フー・ドン”〉 ）
- スーパーナチュラル
- ストレイン 沈黙のエクリプス（オーガスティン・エリザルディ〈ミゲル・ゴメス〉）
- 大旗英雄伝（白星武）
- ダメージ（リック）
- 朱蒙（ソルタク）
- 24 -TWENTY FOUR- season6（アハメット）
- トンイ
- パワーレンジャー・ライトスピード・レスキュー（チャド・リー / ブルーレンジャー〈マイケル・チャトゥランタバット〉）
- HEROES/ヒーローズ
- What/If 選択の連鎖（イアン・エヴァンス〈デイヴ・アナブル〉）
- ブラザーズ&シスターズ（ジャック・ランダル）
- THE BLACKLIST/ブラックリスト
- ブロードチャーチ〜殺意の町〜（ポール・コーツ〈アーサー・ダーヴィル〉）※WOWOW版
- マードック・ミステリー 〜刑事マードックの捜査ファイル〜（アイザック・タッシュ）
- マイガール（ソル・ゴンチャン〈イ・ドンウク〉）
- 名探偵モンク1 #1
- 雪の女王（ソ・ゴヌ〈イム・ジュファン〉）
- リゾーリ&アイルズ ヒロインたちの捜査線
- Lupin/ルパン（ロジエ〈ヴィンセント・ロンデス〉）
- レガシーズ（ライアン・クラーク〈ニック・フィンク〉）
- ロマノフ家の末裔 〜それぞれの人生〜 第2話「空しい望み」（アイバン・ノバク〈ノア・ワイリー〉）

#### アニメ
- ティーン・タイタンズ（ファング、猿）
- ビリー&マンディ

### ナレーション
- コール オブ デューティ モバイル（CMナレーション）
- シナガワンダーロード
- 清水建設e ラーニング
- 千葉市リカレント教育講座
- 日立ハピネス
- BS世界のドキュメンタリー「フラッシュ・ウォー 自律型致死兵器システムの悪夢」（2024年3月18日、NHK BS）
- ラストバレー・レストア

### ボイスオーバー
- グローバルアジェンダ
- にゃんこ救出大作戦（ショーン）
- BS世界のドキュメンタリー 危険な時代に生きる（M・サンジャヤン）

### シリーズ一覧
1. ↑  第1期（2008年）、第2期『CLANNAD 〜AFTER STORY〜』（2008年）

### 初出話一覧
1. ↑  第15話初出